# Макушенко Олекса Іванович
Макушенко Олекса Іванович (1 жовтня 1893, Лисянка Звенигородського повіту Київської губернії — ?) — підполковник Армії УНР.

## Життєпис
Закінчив реальне училище, Олександрівське військове училище (1914). Останнє звання у російській армії — штабс-капітан.
У квітні-листопаді 1918 року — командир куреня в Армії Української Держави.
У січні 1919 року сформував технічну сотню 1-го Синього полку Синьожупанної дивізії Дієвої армії УНР. У лютому 1919 року був поранений у боях проти більшовиків, після одуження обіймав посаду начальника команди зв'язку 1-го (згодом 7-го) Синього полку 3-ї Залізної дивізії Дієвої армії УНР. У травні 1920 року сформував та очолював 25-й Синій курінь 3-ї Залізної дивізії Армії УНР. У липні-серпні 1920 року — в.о. представника командування Армії УНР при штабі 3-ї Російської армії генерала Пєрмікіна. З 1 вересня 1920 року — старшина для доручень штабу 3-ї Залізної стрілецької дивізії Армії УНР.
Подальша доля невідома.